# آرتاشس میناسیان

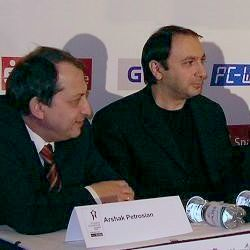
آرشاک پتروسیان و آرتاشس میناسیان (راست) در المپیاد شطرنج ۲۰۰۸

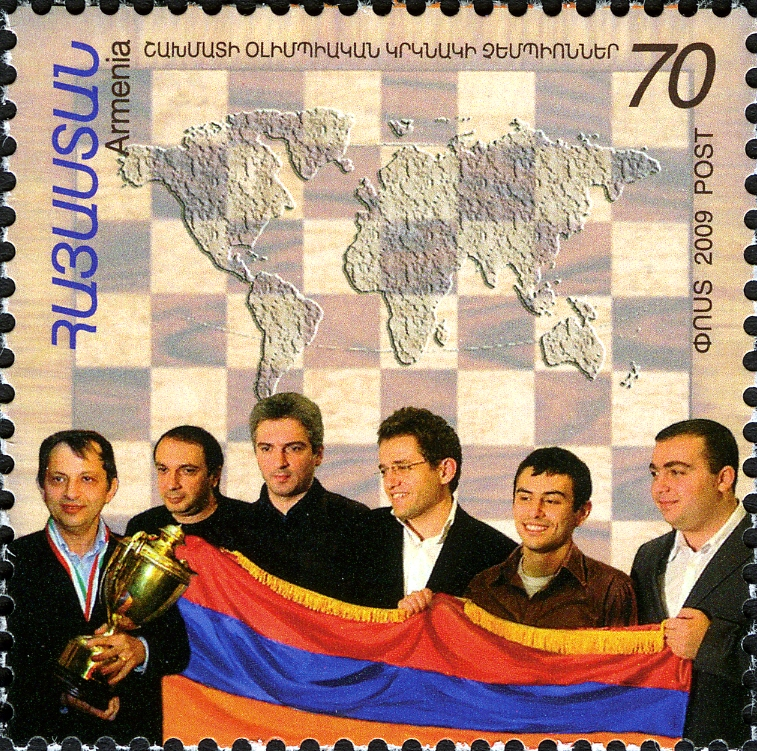
ام چپ) به همراه هم تیمی‌های المپیاد شطرنج ۲۰۰۸ بر روی تمبر یادبود ۲۰۰۹ ارمنستان

آرتاشس ناواساردی میناسیان (ارمنی: Արտաշես Նավասարդի Մինասյան; زاده ۲۱ ژانویهٔ ۱۹۶۷) استادبزرگ شطرنج اهل ارمنستان است.
در سال ۲۰۰۶ در ۳۷مین دوره المپیاد شطرنج فیده در تورین، ایتالیا میناسیان به همراه لوون آرونیان، ولادیمیر هاکوبیان، سمبات لپوتیان، گابریل سارگیسیان و کارن آسریان در ترکیب تیم ارمنستان به مقام قهرمانی رسید
میناسیان در شش دوره در سال‌های ۱۹۹۰, ۱۹۹۲, ۱۹۹۳, ۱۹۹۵, ۲۰۰۴ و ۲۰۰۶ قهرمان شطرنج ارمنستان شد.
در دسامبر ۲۰۰۹ عنوان استاد افتخاری ورزش جمهوری ارمنستان به وی اعطا شد.
| به‌دلیل برخی مشکلات فنی، نمودارها موقتاً قابل مشاهده نیستند. اطلاعات بیشتر پیرامون این مشکل در فابریکاتور و وبگاه مدیاویکی در دسترس است. | |
| | به‌دلیل برخی مشکلات فنی، نمودارها موقتاً قابل مشاهده نیستند. اطلاعات بیشتر پیرامون این مشکل در فابریکاتور و وبگاه مدیاویکی در دسترس است. |